# رستم خان خوبسكي
رستم خان خوبسكي (الأذرية: Rüstəm xan Xoyski؛ 1888–1948 م) كان رجل دولة أذربيجاني شغل منصب وزير الضمان الاجتماعي في جمهورية أذربيجان الديمقراطية، وكان عضوًا في المجلس الوطني الأذربيجاني. رستم خان هو الشقيق الأصغر للسياسي الأذربيجاني البارز فتالي خان خويسكي.

## الحياة المُبكرة
وُلِد رستم خان خويسكي في عائلة القائد الأذربيجاني إسكندر خان خويسكي في إليزابيثبول في 17 تشرين الثاني [بالتقويم القديم: 5 تشرين الثاني
] 1888 بعد تخرجه من مدرسة إليزابيثبول الثانوية، تخرج من قسم الحقوق بجامعة سانت بطرسبرغ الحكومية عام 1913 م. ثم عمل مساعدًا للقاضي في غنجة وباكو. يُعتبر رستم خان أحد نشطاء حركة استقلال أذربيجان.

## الحياة السياسية
بعد تأسيس جمهورية أذربيجان الديمقراطية في 28 أيار 1918، عمل مديرًا لإدارة شؤون الدولة بمجلس وزراء جمهورية أذربيجان الديمقراطية. وعندما شكل شقيقه فتالي خان خويسكي الحكومة الثالثة لجمهورية أذربيجان الديمقراطية، عُين رستم خان وزيرًا للضمان الاجتماعي. وبعد استيلاء البلاشفة على أذربيجان، بقي خويسكي في البلاد وشغل منصب رئيس مجلس إدارة المجلس الاقتصادي لجمهورية أذربيجان الاشتراكية السوفيتية. وفي السنوات التالية، عمل أيضًا محاميًا للشركات في باكو وموسكو. وتوفي في موسكو عام 1948 م. ودُفن رستم خان خويسكي في مقبرة نوفوديفيتشي.

## طالع أيضًا
- المجلس الوطني الأذربيجاني[الإنجليزية]
- مجالس وزراء جمهورية أذربيجان الديمقراطية (1918-1920)
- مجلس الوزراء الحالي لجمهورية أذربيجان